# Oxytropis guntensis
Oxytropis guntensis är en ärtväxtart som beskrevs av Boris Fedtjenko. Oxytropis guntensis ingår i släktet klovedlar, och familjen ärtväxter. Inga underarter finns listade i Catalogue of Life.